# Aquila chrysaetos
L'aquila reale (Aquila chrysaetos Linnaeus, 1758) è un uccello appartenente alla famiglia Accipitridae, presente in Eurasia, Nordamerica e Nordafrica.

## Descrizione
L'aquila reale è lunga dai 66 ai 100 cm, compresa la coda, il suo peso varia dai 3 ai 7 kg e l'apertura alare misura dai 180 ai 230 cm.
Il colore - anche del becco - varia a seconda dell'età e l'abito adulto viene completato tra i 5 e i 6 anni di vita. I giovani hanno parti bianche nel piumaggio, gli anziani tendono al fulvo.
Le zampe hanno le caratteristiche tipiche dei rapaci, con dita brevi e grandi artigli in grado di ferire le prede. Il  becco forte e gli artigli adunchi le consentono di uccidere animali di dimensioni anche nettamente superiori alle sue.

## Distribuzione e habitat
Un tempo l'aquila reale viveva nelle zone temperate dell'Europa, nella parte nord dell'Asia, nel nord America, Nordafrica e Giappone. In molte di queste regioni l'aquila oggi vive solamente sui rilievi montuosi, ma nei secoli precedenti nidificava anche nelle pianure e nelle foreste. È assente in Islanda e Irlanda dove è in corso un tentativo di ripopolamento con 35 uccelli rilasciati dal 2001.
In Italia si trova sulla dorsale appenninica e sull'arco alpino, in rilievi della Sardegna, della Calabria e della Sicilia. Il limite nord dell'areale dell'aquila sono le Isole Svalbard (81°N).
Frequenta una vasta gamma di ambienti aperti o semi-alberati e la sua plasticità dal punto di vista delle esigenze ecologiche le ha consentito di colonizzare un ampio areale sia in Eurasia, sia in Nordamerica; in Italia si può osservare su tutte le più importanti catene montuose (Alpi, Appennino, monti sardi e siciliani). La Valle d'Aosta nello specifico offre all'Aquila reale vastissimi territori idonei; soltanto le aree più antropizzate e i deserti nivali possono essere considerati inutilizzabili dalla specie, mentre le foreste, anche se troppo fitte per consentirle azioni di caccia, rappresentano fondamentali serbatoi di prede. Ogni vallata della regione ospita almeno una coppia nidificante e in totale i territori stabilmente occupati sono almeno 35, con un massimo ipotizzabile di 40. La densità delle coppie (territori ampi in media meno di 80 km²) e la distanza media che separa i settori di nidificazione (inferiore a 7 km) sono definibili come ottimali a livello alpino e attualmente non è ipotizzabile un ulteriore significativo incremento della specie.
Un territorio frequentato da una coppia di Aquile reali è solitamente composto da un sito di nidificazione con pareti rocciose ospitanti i nidi e da una serie di territori di caccia poco o per nulla boscati, localizzati di norma in posizione periferica rispetto al settore con i nidi. Questi ultimi sono collocati al di sotto dei territori di caccia estivi per agevolare il trasporto di pesanti prede ai giovani; i nidi non vanno quindi cercati in prossimità delle vette, ove spesso li vorrebbe la tradizione popolare, ma soprattutto intorno ai 1700-2200 m. Altitudini record di 2500-2700 m, segnalate per il passato in Valle d'Aosta, sono probabilmente conseguenti a ripetute persecuzioni ai danni di nidi situati in località più accessibili.

## Biologia

### Voce
L’Aquila Reale è un uccello silenzioso tranne che durante la stagione riproduttiva, durante la quale usa nove richiami diversi per comunicare. La maggior parte dei richiami sembrano essere associati alla consegna del proprio  cibo ai pulcini o alla loro richiesta di essere nutriti.
Le aquile reali non sembrano usare vocalizzazioni per marcare il loro territorio. Si esibiscono invece in un volo ondeggiante per difendere i confini del loro territorio.

### Comportamento
L'aquila utilizza due modi per cacciare: all'agguato e in volo, solitamente cercando di sorprendere le prede. Di solito cacciano in due: un'aquila vola bassa per mettere paura alla preda e l'altra dall'alto cerca di catturarla.
Durante il giorno l'aquila sta molto tranquilla, tranne nella parte centrale della giornata.

### Alimentazione
L'aquila si alimenta di mammiferi e uccelli, a seconda delle zone. In certe aree anche di rettili. Tra i mammiferi preferisce i roditori, lepri, marmotte, citelli, istrici, conigli selvatici, scoiattoli, volpi, martore, faine, cani, gatti, cuccioli di lupo, più di rado caprioli, e virtualmente i giovani di ogni animale che si presentino con dimensioni alla sua portata.
Tra gli uccelli da essa predati rientrano altri rapaci, colombacci, colombelle, tortore, otarde, oche granaiole, oche lombardielle, folaghe, trampolieri, limicoli, cornacchie grigie, cornacchie nere, corvi imperiali, gracchi alpini, gracchi corallini, taccole, galli cedroni, galli forcielli, pernici bianche, pernici rosse, fagiani, francolini, quaglie e starne. Tra i rettili rientrano serpenti, tartarughe (che cattura e lascia cadere da grande altezza sulle rocce) e talvolta, in assenza di prede migliori, ramarri e altri sauri. Per completare la carrellata è opportuno citare rane e rospi.
Spesso i due partner cacciano insieme e giocano con la preda. I giovani devono consumare molto cibo, ma spesso solo un piccolo, il primo nato, sopravvive poiché si accaparra tutto il cibo. Integra regolarmente la sua dieta con resti di animali rinvenuti morti (soprattutto ungulati vittime dei rigori invernali).
Benché circolino leggende sulla capacità dell'aquila di sollevare da terra prede di peso uguale o maggiore del proprio, come agnelli e addirittura di bambini, in realtà può trasportare solo prede di medie dimensioni (circa 1,5 kg) e solamente se la cattura è avvenuta in posizione sopraelevata rispetto al nido.

### Riproduzione

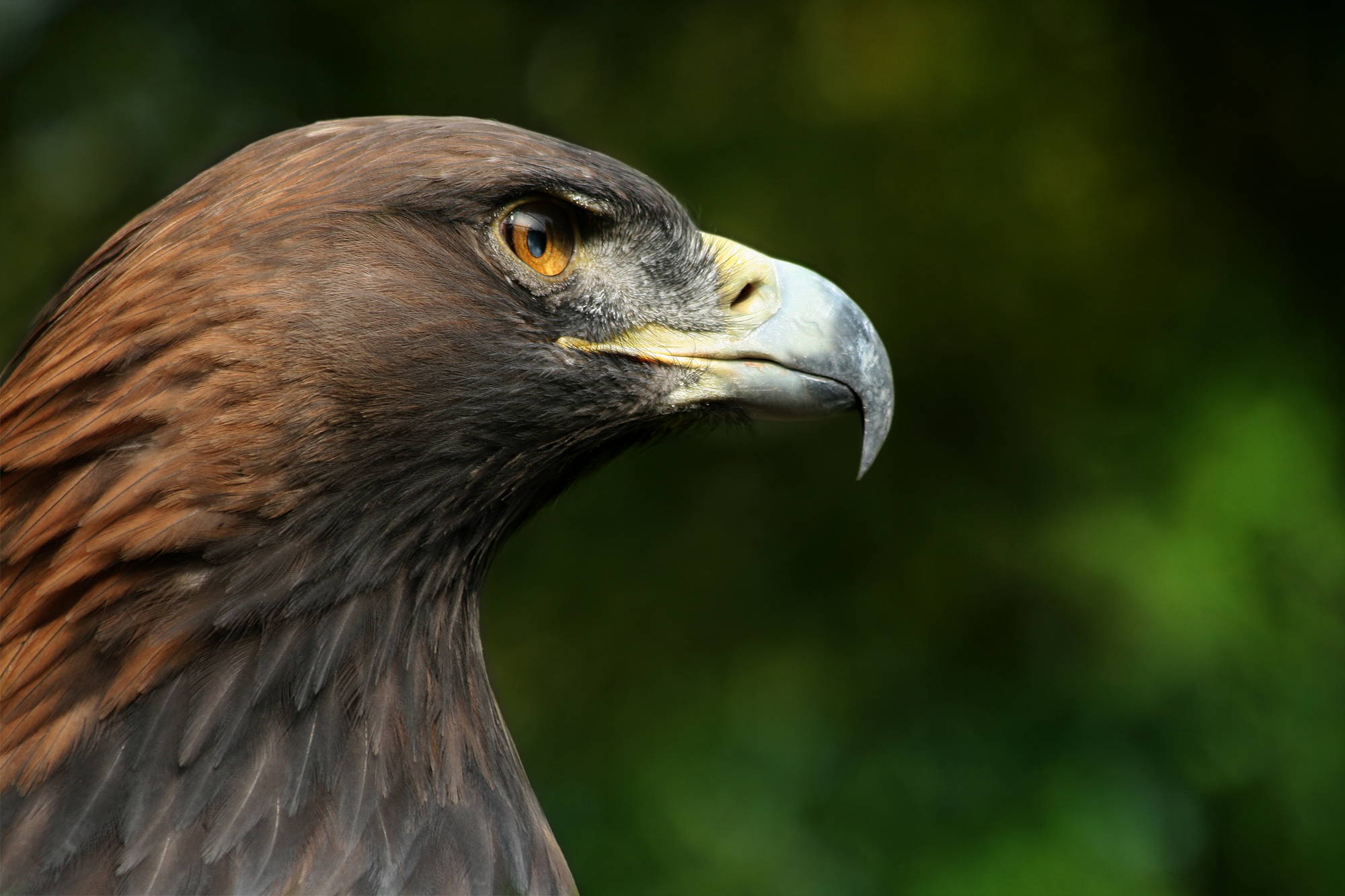
Primo piano di un'aquila reale

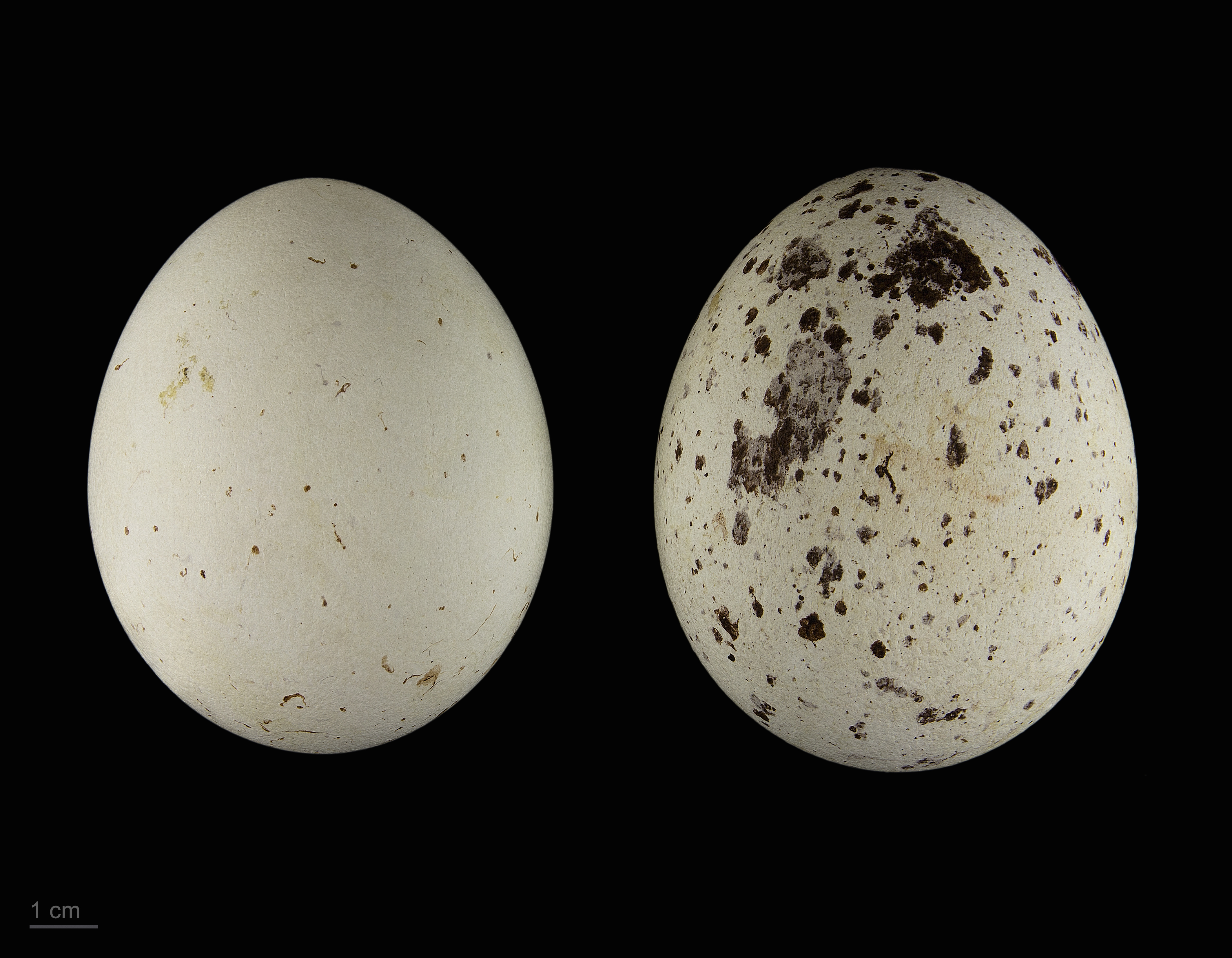
Aquila chrysaetos

Fedeli per la vita, il maschio e la femmina di Aquila reale, una volta formata la coppia e conquistato un territorio, rimangono stanziali per molti anni costruendo nei dintorni, sulle pareti a picco dei dirupi o, più raramente, fra i rami degli alberi più alti, anche una decina di nidi scegliendo, di anno in anno, quello che sembra il più adatto. Sempre, però, i nidi sono costruiti più in basso rispetto all'altitudine di caccia, per evitare faticose risalite con la preda tra gli artigli.
Il controllo del territorio, che varia da 40 a 180 km², viene effettuato equamente tra maschio e femmina e, il più delle volte, si limita a manifestazioni aeree (voli a festoni, volteggi) lungo il confine del territorio stesso per segnalare alle altre aquile quali siano gli effettivi confini.
L'accoppiamento si svolge in marzo e viene preceduto da uno spettacolare rituale, anche noto come danza del cielo. Il rituale di accoppiamento prosegue per vari giorni e vede impegnati entrambi gli individui in spettacolari evoluzioni aeree che spesso la femmina compie in volo rovesciato mentre il maschio sembra piombarle sopra, con scambi di preda in volo o giri della morte.
All'accoppiamento, che avviene sempre a terra, segue la deposizione delle uova (gennaio nelle zone più calde e maggio in quelle più fredde) solitamente a distanza di 2 - 5 giorni l'una dall'altra. A questa fase il maschio partecipa poco, per ricomparire immediatamente alla schiusa (dopo 43 - 45 giorni di cova) per portare cibo sia alla madre che ai due piccoli dei quali, solitamente, solo uno sopravvive.
Dopo due mesi i pulcini diventano aquilotti e iniziano a esercitarsi nel volo sul bordo del nido. Spiccano il primo volo a 75 giorni e dopo 160 - 170 dalla nascita diventano indipendenti: in questo periodo vengono portati dai genitori fuori dai confini del territorio natale e diventano nomadi fino a quando, verso i 3 - 6 anni (ormai in grado di procreare), costituiranno un nuovo nucleo familiare.
La regolazione della densità dei rapaci avviene infatti con meccanismi naturali complessi e molto efficienti, che riescono a stabilizzare le specie intorno ai livelli compatibili con le risorse localmente fruibili (siti di nidificazione, abbondanza delle prede, competizione con altri carnivori); un'utile indicazione a questo proposito è data dal successo della riproduzione, elevato nelle popolazioni al di sotto delle capacità ambientali potenziali e decisamente ridotto nelle popolazioni più floride: in Valle d'Aosta negli ultimi anni il numero medio di giovani allevati dalle coppie controllate è risultato in effetti molto basso, come già verificato in altri settori delle Alpi.

## Tassonomia
Sono state distinte le seguenti sottospecie:
- A. c. chrysaetos - sottospecie tipo, vive in tutta Europa esclusa la Penisola iberica e in Siberia, misura di media 82–84 cm, è quella che viene allevata negli zoo.
- A. c. canadensis - sottospecie poco più piccola della precedente, vive in Nord America ma talvolta si sposta anche in Messico, si distingue per la coda più scura e gli artigli più affilati

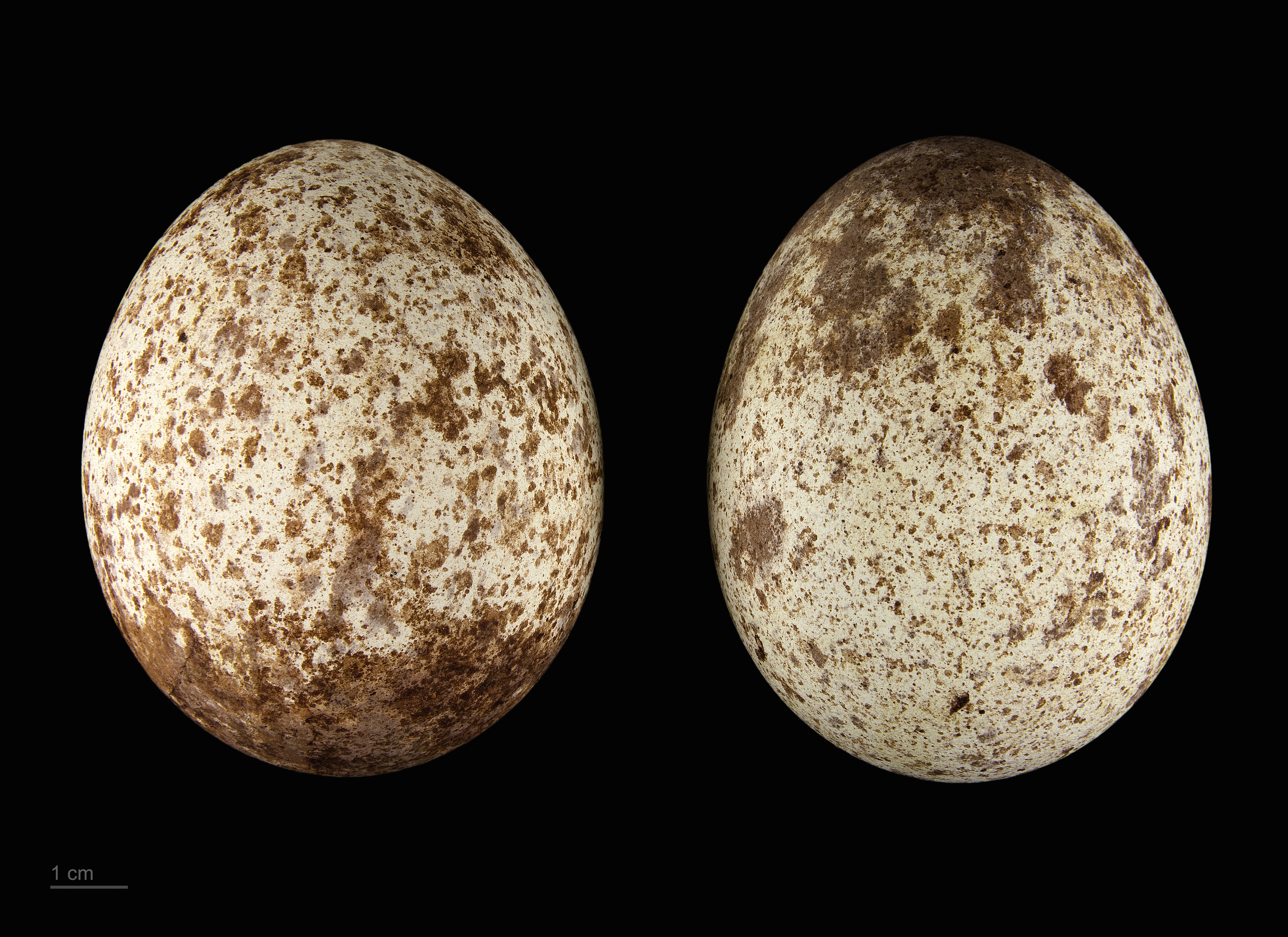
Aquila chrysaetos homeyeri

- A. c. homeryi - diffusa nella Penisola Iberica, Africa e Medio oriente, è la sottospecie più piccola. Per il resto è simile alla sottospecie tipo, a parte il capo più chiaro.
- A. c. japonica - sottospecie più rara e in pericolo di estinzione, è limitata a Corea e Giappone ed è estinta in Manciuria. Lunga di media 80–85 cm, è la più adattata al clima freddo.
- A. c. daphanea - presente dall'Asia centrale ex sovietica (Uzbekistan e paesi vicini), a est fino alla Manciuria e a sud fino all'Himalaya indiana, raggiunge anche 90–100 cm di lunghezza e 7 kg di peso.
- A. c. kamtschatica - questa sottospecie è poco più piccola della precedente ed è diffusa dai Monti Altai alla Kamčatka

## Conservazione
L'aquila reale è in diminuzione in molte aree a causa di persecuzione; dove è protetta è in aumento. È specie protetta ai sensi della legge 157/92.
La popolazione è in lento aumento in Italia, Bulgaria, Turchia, Africa settentrionale, Penisola arabica, Cina, Ucraina e Scozia. La popolazione statunitense, canadese, giapponese, greca e scandinava ha registrato un maggiore incremento. In decremento sono le aquile di Spagna e Corea, mentre in Uzbekistan sembra prossima alla scomparsa.
I principali fattori che colpiscono questa specie sono: il disboscamento, il bracconaggio e la cattura dei nidiacei.
In Italia si trova in maggior parte nelle Alpi (200 coppie di nidificanti), negli Appennini (50 coppie), in Sicilia (10 coppie) e Sardegna (30 coppie).
La popolazione italiana è considerata Quasi Minacciata (NT).
La specie è considerata stabile in Italia (Brichetti & Fracasso 2003, BirdLife International 2004). L'areale è ampio, ma il numero di individui maturi è stimato in 972-1094 (Fasce & Fasce 2007). Questi valori qualificherebbero la specie per la categoria Vulnerabile secondo il criterio D1 (ridotto numero di individui maturi). Tuttavia, la popolazione del versante alpino italiano è intrinsecamente in grado di scambiare individui con le popolazioni delle regioni confinanti (stessa popolazione) e l'eventuale immigrazione non dovrebbe diminuire nel prossimo futuro in quanto anche queste risultano stabili (BirdLife International 2004). Inoltre, la sub-popolazione alpina è la più consistente dal punto di vista numerico tra quelle presenti in Italia (736-808 individui maturi). Si può pertanto, concludere che l'immigrazione da fuori regione possa plausibilmente contribuire al mantenimento della popolazione italiana (almeno quella alpina), sebbene le sub-popolazioni dell'Appennino (124-146 ind. maturi) presentino uno stato di conservazione più sfavorevole (Gustin et al. 2009a). Per queste ragioni nella valutazione finale la popolazione italiana viene declassata a Quasi Minacciata (NT).
Le minacce principali degli uccelli rapaci (Vicario com. pers.):
- riduzione degli habitat idonei alla nidificazione;
- avvelenamento primario (ingestione di bocconi avvelenati);
- avvelenamento secondario in particolare da pesticidi, topicidi (usati in agricoltura e dai privati), piombo (usato nella caccia);
- bracconaggio;
- elettrocuzione (impatto con i cavi delle linee elettriche);
- impatto con pale eoliche.

## Aquila chrysaetosnella cultura
L'aquila reale riveste un ruolo molto importante nella storia della simbologia europea. Per i greci era un simbolo di Zeus, colui che ne rispecchiava i valori fondamentali. Il fatto che simboleggiasse il padre degli dèi fece sì che i romani la scegliessero come emblema fin dai tempi della repubblica. Con la divisione dell'Impero in due parti decretata dall'imperatore romano Teodosio per i suoi figli, Arcadio che ebbe l'Oriente e Onorio l'Occidente, l'aquila romana da quel momento fu raffigurata unico corpo (impero romano) a due teste (oriente e occidente), come anche ora si può vedere in stemmi che si rifanno all'impero romano. Secondo alcune ricostruzioni, l'aquila bicipite fu introdotta in araldica dall'ultima dinastia degli imperatori bizantini, i Paleologi (forse a simboleggiare la ripristinata unità dell'impero sulle due sponde dell'Egeo), quindi fu adottata dal Sacro Romano Impero (forse a simboleggiare il potere universale, religioso e temporale). L'aquila verrà poi ripresa da tutte le nazioni che vorranno emulare la grandezza dell'antica Roma e questo comportò che essa venisse utilizzata da Napoleone, dagli stati dell'Europa dell'est continuatori della tradizione bizantina, da Mussolini, da Hitler e dagli Stati Uniti.
La valorizzazione dell'aquila venne portata avanti in seguito dalla Chiesa cattolica, che prese a sua volta spunto dal fatto che essa è simbolo di spiritualità (l'aquila è simbolo dell'evangelista Giovanni, il più spirituale dei quattro).
Dante la riporta nel sesto canto del paradiso e ne innalza i valori.
La sua strumentalizzazione nel corso della storia l'ha portata paradossalmente a essere vista da alcuni come un'immagine negativa, in quanto utilizzata come simbolo dagli stati totalitari che devastarono l'Europa nel Novecento. Oggi, tuttavia, è usata comunque in molte aziende, società e paesi come simbolo di fierezza, nobiltà, divinità e orgoglio (oltre a essere usata dagli allevatori per scacciare le volpi quando si avvicinano ai pollai). È inoltre simbolo dell'Aeronautica Militare Italiana e di molti altri paesi. Ultimo tra gli stati in cui l'aquila compare nella bandiera nazionale è il Kazakistan, mentre l'Albania è detta appunto "Paese delle Aquile" e ne ha una stilizzata sulla bandiera.
Nelle carte da gioco "piacentine", l'asso di "denari" (coppe, spade, e bastoni sono gli altri tre "semi") è appunto rappresentato da un'aquila reale il cui capo è cinto da una corona d'oro.
L'aquila reale è l'animale simbolo del Parco naturale delle Dolomiti Friulane, raffigurato anche nel logo, poiché è presente in ogni valle di questa zona protetta.

## Nella cultura di massa
- È il simbolo dell’Impero romano.
- È il simbolo della Società Sportiva Lazio.
- Compare nel videogioco ispirato all'epoca preistorica Far Cry Primal.
- È il simbolo del Cuneo Calcio.
- È il simbolo dell'U.S. Catanzaro 1929.
- È il simbolo dello Spezia Calcio.
- È il simbolo del Palermo F.C..
- È il simbolo dell'A.C. Trento 1921.
- È il simbolo del Calcio Lecco 1912.
- È il simbolo della Cavese Calcio 1919.